# Bela Vista da Caroba
Bela Vista da Caroba is een gemeente in de Braziliaanse deelstaat Paraná. De gemeente telt 4.176 inwoners (schatting 2009).